# NAC in het seizoen 1965/66
Het seizoen 1965/1966 was het 12e jaar in het bestaan van de Bredase betaaldvoetbalclub NAC. De club kwam uit in de Eerste divisie en eindigde daarin op de derde plaats, dit betekende rechtstreekse promotie naar de Eredivisie. Tevens deed de club mee aan het toernooi om de KNVB beker, hierin werd in de kwartfinale verloren van ADO (1–3).

## Wedstrijdstatistieken

### Eerste divisie
|       | Alkmaar '54 | Blauw-Wit | SC Cambuur | DHC   | Eindhoven | Holland Sport | N.E.C. | RBC   | Sittardia | Velox | Volendam | De Volewijckers | VVV   | Xerxes |
| ----- | ----------- | --------- | ---------- | ----- | --------- | ------------- | ------ | ----- | --------- | ----- | -------- | --------------- | ----- | ------ |
| Thuis | 2 – 0       | 1 – 0     | 2 – 0      | 1 – 1 | 1 – 1     | 2 – 0         | 1 – 0  | 4 – 0 | 6 – 0     | 3 – 1 | 1 – 1    | 5 – 1           | 3 – 0 | 1 – 1  |
| Uit   | 0 – 3       | 2 – 1     | 2 – 2      | 1 – 2 | 0 – 0     | 2 – 2         | 0 – 1  | 2 – 2 | 2 – 1     | 0 – 0 | 4 – 1    | 0 – 1           | 0 – 1 | 1 – 0  |

### KNVB beker
| Groepsfase                                               | Willem II                                                     | 1 – 4 (1 – 2) | NAC                                                         |
| 19 september 1965 Plaats: Tilburg Gemeentelijk Sportpark | Bennie Bartelink 10'                                          |               | 6' Jan van Gorp 41', 89' Ad Graaumans 65' Jacques Visschers |
| Groepsfase                                               | NAC                                                           | 1 – 1 (0 – 1) | RBC                                                         |
| 7 november 1965 Plaats: Breda Beatrixstraat              | Tomislav Kaloperović 60'                                      |               | 8' René van de Boom                                         |
| Groepsfase                                               | NAC                                                           | 4 – 0 (0 – 0) | NOAD                                                        |
| 2 januari 1966 Plaats: Breda Beatrixstraat               | Jacques Visschers 54', 60' Peet Petersen 81' Ad Graaumans 88' |               |                                                             |
| 2e ronde                                                 | NAC                                                           | 2 – 0 (0 – 0) | Heracles                                                    |
| 20 februari 1966 Plaats: Breda Beatrixstraat             | Jacques Visschers 48' Wim Groenewegen 54'                     |               |                                                             |
| Kwartfinale                                              | NAC                                                           | 1 – 3 (1 – 1) | ADO                                                         |
| 21 april 1966 Plaats: Breda Beatrixstraat                | Tomislav Kaloperović 35' (pen.)                               |               | 9' Lambert Maassen 46' Harrie Heijnen 54' Kees Aarts        |

## Statistieken NAC 1965/1966

### Eindstand NAC in de Nederlandse Eerste divisie 1965 / 1966
| Stand | Gespeeld | Gewonnen | Gelijk | Verloren | Punten | Doelpunten voor | Doelpunten tegen |
| ----- | -------- | -------- | ------ | -------- | ------ | --------------- | ---------------- |
| 3e    | 28       | 15       | 9      | 4        | 39     | 50              | 22               |

### Topscorers
| #                    | Naam                 | Goal |
| -------------------- | -------------------- | ---- |
| 1.                   | Jacques Visschers    | 20   |
| 2.                   | Tomislav Kaloperović | 12   |
| 3.                   | Ad Graaumans         | 5    |
| 4.                   | Jan van Gorp         | 4    |
| 5.                   | Peet Petersen        | 3    |
| 6.                   | Frans Vermeulen      | 2    |
| 7.                   | Wim Groenewegen      | 1    |
| Onbekende doelpunten |                      |      |
| –                    | Onbekend             | 3    |
| Totaal               | Totaal               | 50   |

| #      | Naam                 | Goal |
| ------ | -------------------- | ---- |
| 1.     | Jacques Visschers    | 4    |
| 2.     | Ad Graaumans         | 3    |
| 3.     | Tomislav Kaloperović | 2    |
| 4.     | Jan van Gorp         | 1    |
| 4.     | Wim Groenewegen      | 1    |
| 4.     | Peet Petersen        | 1    |
| Totaal | Totaal               | 12   |

## Voetnoten
Alkmaar '54 ·
Blauw-Wit ·
Cambuur ·
DHC ·
Eindhoven ·
Holland Sport ·
NAC ·
N.E.C. ·
RBC ·
Sittardia ·
Velox ·
Volendam ·
De Volewijckers ·
VVV ·
Xerxes